# Marie-Odile Bouillé
Pour les articles homonymes, voir Bouillé.
Marie-Odile Bouillé est une femme politique française, née le 13 octobre 1950 à Nantes (Loire-Atlantique), membre du groupe socialiste, radical et citoyen à l'Assemblée nationale.

## Biographie
Sage-femme de profession, elle est élue députée le 17 juin 2007, pour la XIIIe législature (2007-2012), dans la 8e circonscription de la Loire-Atlantique. Elle fait partie du groupe Socialiste, radical et citoyen, et succède dans ces fonctions à Claude Évin, qui ne se représentait pas.
Conseillère municipale, puis adjointe au maire de Saint-Nazaire depuis 1983, elle est aussi membre de la communauté d'agglomération de la région nazairienne et l'estuaire (CARENE) et vice-présidente du conseil général de la Loire-Atlantique de 2004 à 2008, élue du canton de Saint-Nazaire-Ouest.
À la suite de son élection comme députée, elle choisit de démissionner de son mandat d'adjointe au maire de Saint-Nazaire. Elle abandonne aussi par conséquent son mandat à la CARENE. Elle démissionne également du conseil général début 2008 afin de pouvoir se présenter de nouveau aux élections municipales.
Elle est élue (20e place sur 49) aux élections municipales de mars 2008 sur la liste conduite par le maire sortant Joël Batteux, et élue vice-présidente de la CARENE.
Elle est réélue députée dans la 8e circonscription de la Loire-Atlantique, le 10 juin 2012 où elle obtient 51,70 % des voix à l'issue du premier tour. 
Elle ne se représente pas aux élections législatives de juin 2017. Laurianne Deniaud, investie par le PS pour lui succéder, est éliminée au premier tour de scrutin.

## Synthèse des fonctions et mandats

### À l’Assemblée nationale
- depuis le 17/06/2007 : députée de la huitième circonscription de la Loire-Atlantique - Suppléant : David Samzun, maire de Saint-Nazaire.

### Au niveau municipal
- 22/03/1989 - 13/07/2007 : adjointe au maire de Saint-Nazaire (Loire-Atlantique)
- du 14/03/1983 au 30/03/2014 : membre du conseil municipal de Saint-Nazaire

### Au Conseil général de la Loire-Inférieure
- 30/03/2004 - 16/03/2008 : vice-présidente du conseil général.
- 29/03/1992 - 16/03/2008 : conseillère général du canton de Saint-Nazaire Ouest

### En Communauté d'agglomération
- du 16/03/2008  au 30/03/2014: Vice-présidente de la communauté d'agglomérations de la région nazairienne et de l'estuaire - CARENE
- 01/06/2001 -13/07/2007 : membre du conseil de la Carene.